# 马诺斯克-格雷乌莱班站
马诺斯克-格雷乌莱班站，简称马诺斯克-格雷乌站或马诺斯克站，是法国的一个铁路车站，位于法国东南部小城马诺斯克境内，靠近格雷乌莱班。

## 位置
马诺斯克-格雷乌莱班站位于马诺斯克市区的东南部，里昂－马赛铁路339.907公里处，距离艾克斯大约68,4公里。车站大致呈东北-西南走向，开口朝西北。

## 站台设置
| 西北↑ |      |               | 主站房 |
|       | 侧式 |               |        |
| 1道   |      | 布里扬松方向→ |        |
| 2道   |      | ←艾克斯方向   |        |
|       | 侧式 |               |        |
| 东南↓ |      |               |        |

## 停靠线路
以下列车线路在马诺斯克-格雷乌莱班站停靠：
| 马诺斯克-格雷乌莱班站列车线路表 |      |                   |          |              |
| 线路                            | 车种 | 上一站            | 下一站   | 大致运行频率 |
| 布里扬松/加普—马赛              | TER  | 拉布里亚讷-奥赖松 | 梅拉尔格 | 每天4趟左右  |
| 锡斯特龙—马赛                   | TER  | 拉布里亚讷-奥赖松 | 梅拉尔格 | 每天1-2趟    |
| 马诺斯克—艾克斯/马赛            | TER  | （起点）          | 梅拉尔格 | 每天1趟      |
| 1. 2.                           |      |                   |          |              |

## 配套交通

### 长途客车
| 停靠马诺斯克-格雷乌莱班站的大巴车 |                        | |
| 上下车地点                        | 运营单位               | 主要线路及目的地 |
| 马诺斯克-格雷乌莱班站门口         | 04省城际客运 Réseau 04 | B1 圣迈姆 · 圣米歇尔-洛布塞瓦图瓦尔 · 巴农 M1 蒙菲龙 · 维勒米 · 雷亚讷 F1 沃尔克斯 · 维勒讷沃 · 马讷 · 福卡尔基耶                                                                                                |
| 马诺斯克-格雷乌莱班站门口         | SNCF Car TER           | L13 马赛 · 艾克斯 · 锡斯特龙 · 韦讷-德沃吕站 当铁路线施工或罢工时，SNCF可能也会提供途径该线路沿途站点的大巴车 |
| 马诺斯克汽车站                    | 普罗旺斯城际客运 LER   | 22 福卡尔基耶 · 阿普特 · 卡瓦永 · 阿维尼翁 · 阿维尼翁TGV站 25 马赛 · 艾克斯 · 沃 · 福卡尔基耶 26 艾克斯高铁站 · 艾克斯 · 佩吕 · 迪涅 28 马赛 · 迪涅 · 巴尔瑟洛内特 29 马赛 · 佩吕 · 锡斯特龙 · 加普站 · 布里扬松 |
| 1. 2. 3. 4.                       |                        | |

### 城市公共交通
| Manobus 马诺斯克-格雷乌莱班站附近的市内公共交通线路 |                           |                         |
| 公交车站名称                                        | 位置                      | 停靠线路                |
| Gare SNCF 火车站                                    | 马诺斯克-格雷乌莱班站门口 | 111 ：火车站(Gare SNCF) ↔ 瓦窑(La Tuillerie) |
| 1.                                                  |                           |                         |

### 社会车辆
马诺斯克-格雷乌莱班站门口设有社会车辆停车场。

## 临近车站
| 马诺斯克-格雷乌莱班站（Gare de Manosque - Gréoux-les-Bains） |                |                     |
| 上行车站                                                     | 线路           | 下行车站            |
| 拉布里亚讷-奥赖松站 14,5km ←                                 | 里昂－马赛铁路 | 梅拉尔格站 → 42,1km |
| - 本表仅显示运营中的线路及车站                               |                |                     |